# My Private "Jealousy"
『My Private "Jealousy"』（マイ・プライベート・ジェラシー）は、2011年11月16日に発売されたGLAYの通算44枚目のシングル。

## 解説
- 2011年10月から12月にかけ実施の3ヶ月連続CDリリースの第2弾。
- 前作「G4・II -THE RED MOON-」から1ヶ月ぶりのシングルで、前作と同じくノンタイアップシングルである。
- 前作では“GLAY Official Store G-DIRECT”限定でリリースされたのに対し、今作では通常のレコード店で販売されている。
- カップリング曲に「残酷な天使のテーゼ」をカバーしたライブ音源を収録。
- CD＋DVD盤盤とCD ONLY盤の2形態でのリリース。

## 収録曲

### CD
1. My Private "Jealousy" [4:44]
  - 作詞・作曲：TAKURO / 編曲：GLAY & MASAHIDE SAKUMA

ギターが強く効いているロックチューン。歌詞は、「若い男女がくっついた離れた、その時の男の恨み節みたいなもの」を書いている[2]。TAKURO曰く、「HISASHIに言わせると、すごくロックな曲なのに歌詞が四畳半的(笑)。」と述べている[2]。
また、HISASHIは、「バンドサウンドにおけるツインギターのカッコよさってものに、TAKUROがすごく重点に置いているのが分かる曲。」と述べており[2]、「音を聴いてて2人の佇まいが見えるような、更にコンサートが見えてくるようなアプローチを大事にしたい。」と語っている[2]。
12thアルバム「GUILTY」には、島健によるオーケストレーション「Red moon & Silver sun」が追加されたアルバムバージョンで収録された。
2. Snow Flake [4:29]
  - 作詞・作曲：TAKURO / 編曲：GLAY & MASAHIDE SAKUMA

春を待つ恋人たちを歌ったミディアムナンバー。
3. 残酷な天使のテーゼ (We ♥ Happy Swing Live ver.) [4:22]
  - 作詞：NEKO OIKAWA / 作曲：HIDETOSHI SATO / 編曲：HISASHI

高橋洋子の「残酷な天使のテーゼ」のカバー。
HISASHIのリクエストでカバーされた曲だが、HISASHIは他のリクエスト候補曲として「エアーマンが倒せない」、「God knows...」を考えていたという[3]。
権利上CDのみに収録されており、配信では収録されていない。

### DVD （CD+DVD盤のみ）
1. My Private "Jealousy" (Music Video)
2. OPENING〜HAPPY SWING (We ♥ Happy Swing LIVE in MAKUHARI 2011.7.31)
3. VERB (We ♥ Love Happy Swing LIVE in MAKUHARI 2011.7.30)

## 収録アルバム
My Private "Jealousy"
- GUILTY (アルバムバージョン)

## 参加ミュージシャン
- MASAHIDE SAKUMA（キーボード）
- TOSHI NAGAI（ドラムス）

## スタッフ
レコーディング・ミキシング
MASAHIDE SAKUMA & FUMIE NAKAZAKI (VITAMIN PUBLISHING INC.)
NORIYUKI KISOU (v.f.v studio inc.) (M3)
マスタリング
MITSUKAZU"Quincy"TANAKA with HDC system (BERNIE GRUNDMAN MASTERING)
DVD監督
SHUICHI TAN (AIR NOTES) (DVD M1)
MASAHIKO OZAWA (DVD M2, DVD M3)